# 上海回力

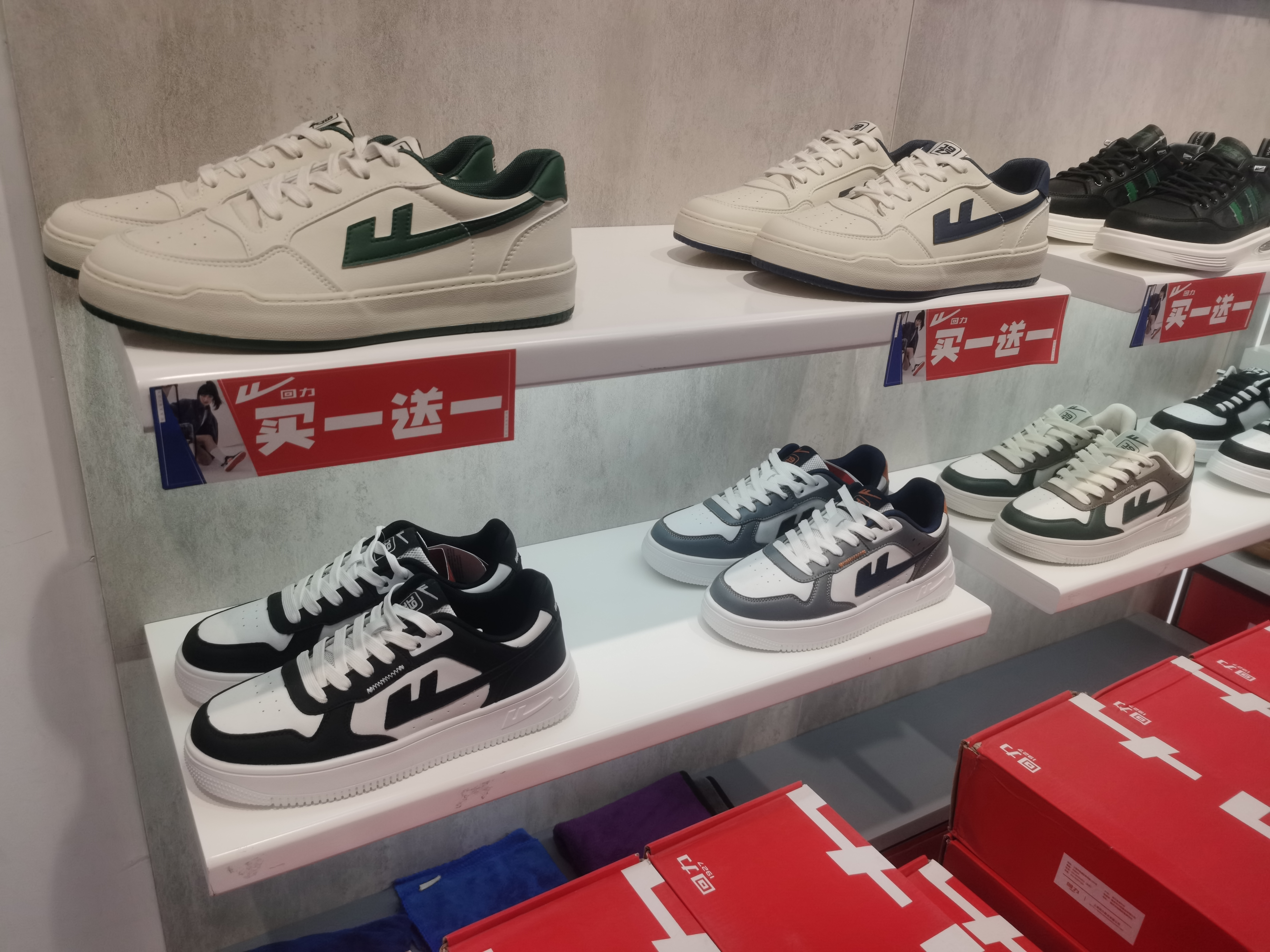
不同款式的回力鞋

上海回力鞋业有限公司是上海华谊 (集团) 公司子公司，创建于1927年，“回力”商标最早注册于1935年，1997年始被认定为上海市著名商标；1999年被认定为中国驰名商标。

## 发展历史
“回力”的历史可以溯源至1927年成立的正泰橡胶厂。1934年，该厂首产轻便鞋，1935年4月，“回力”牌商标注册。1956年10月，为中国参加奥运会的篮球选手专门设计回力牌565长球鞋，并于1988年，获得由国家质量奖审定委员会颁发的国家银质奖。1993年5月8日，该厂生产的回力牌出口系列鞋获世界贸易领导者俱乐部颁发的“第21届国际质量银质奖”，是中国制鞋行业首次获国际奖项。
1991年2月，上海大中华橡胶五厂、上海胶鞋六厂、上海胶鞋七厂等单位整合成立上海胶鞋公司。1996年2月，上海胶鞋六厂和七厂合并成立上海回力鞋业总厂。1997年始，“回力”商标认定为上海市著名商标。1999年，被认定为中国“驰名商标”。
2000年胶鞋厂破产，之后，华谊集团注资，5月重新组建了上海回力鞋业有限公司。2011年，回力鞋业被中华人民共和国商务部认定为第二批“中华老字号”。

## 相关
- 回力鞋